# NGC 308
NGC 308 је појединачна звезда у сазвежђу Кит која се налази на NGC листи објеката дубоког неба.
Деклинација објекта је - 1° 47' 1" а ректасцензија 0h 56m 34,3s. Привидна величина (магнитуда) објекта NGC 308 износи 12,8.